# Göyçay (district)
Göyçay (ook geschreven als Goychay) is een district in Azerbeidzjan.
Göyçay telt 112.400 inwoners (01-01-2012) op een oppervlakte van 736 km²; de bevolkingsdichtheid is dus 153 inwoners per km².